# Otto Froitzheim
Otto Froitzheim (Strasburgo, 24 aprile 1884 – Wiesbaden, 27 ottobre 1962) è stato un tennista tedesco.

## Palmarès

### Olimpiadi
- Argento a Londra 1908 nel singolare maschile outdoor